# Josef Özer
Josef Özer (* 18. Juli 1983 in Västerås, Schweden) ist ein aramäischer Popmusiker und Solosänger mit Wurzeln in Kerboran im Tur Abdin im Südosten der Türkei.

## Leben
Josef Özer machte 2005 sein Debüt beim Melodifestivalen mit dem Lied Rain, geschrieben von Bobby Ljunggren. Er ist seit 1991 aktiv; Saz, Trommeln, Gitarre und das Piano sind die Instrumente, die Josef Özer meisterlich beherrscht.

## Diskografie

### Alben
- 1998: Bitti

### EPs
- 2019: Origin

### Singles (Auswahl)
- 2003: Blå blå
- 2003: Mavi Mavi
- 2005: Rain
- 2006: Hunger
- 2008: Ahna Kulan Suryoye
- 2010: Istanbul
- 2011: I Varje Andetag
- 2019: Shushane
- 2019: Aloh
- 2020: Get Through the Day
- 2020: Qadish
- 2021: Al Tareyk Ito